# Gyndesoides dispar
Gyndesoides dispar is een hooiwagen uit de familie Gonyleptidae.